# メレ・カリキマカ
メレ・カリキマカ（Mele Kalikimaka）は、英語のクリスマスのあいさつ「メリー・クリスマス」（英語: Merry Christmas）をハワイ語に直したもので 、ハワイをテーマにしたクリスマスソングでもある。
歌は1949年にアレックス・アンダーソン（R. Alex Anderson）の作曲で、当時、ビング・クロスビー、アンドリューズ・シスターズなどが歌っている 。

## 出てくる作品
- 映画

L.A.コンフィデンシャル
ナショナル・ランプーン/クリスマス・バケーション